# 盖基山脊
盖基山脊(Dorsa Geikie)是月球丰富海中的一组皱岭，其中心月面坐标为4°36′S 52°30′E / 4.6°S 52.5°E，全长228公里，名称取自苏格兰地质学家及作家"阿奇博尔德·盖基"(Archibald Geikie，1835年12月28日－1924年11月10日)，1976年国际天文联合会在法国格勒诺布尔召开的大会上，该名称与其它众多月球地名一道被正式批准接受。